# Kim Little
Kim Alison Little (Aberdeen, 29 de juny de 1990) és una futbolista escocesa que juga com a extrem al Seattle Reign, a la NWSL dels Estats Units.

## Trajectòria
Little va començar la seva carrera al Hibernian Ladies F.C. 1875 el 2006, en la Premier League Escocesa Femenina. Amb l'Hibernian va debutar en la Lliga de Campions aquest mateix any.
El 2008 va fitxar per l'Arsenal Ladies F.C., d'Anglaterra, on es va consagrar. Amb les gunners va guanyar 5 lligues angleses i va marcar 83 gols en 91 partits en lliga. El 2010 va ser nomenada millor jugadora de la FA, després de ser la màxima golejadora de la lliga.
Després de 6 temporades en l'Arsenal, Little va fitxar en 2014 pel Seattle Reign FC, dels Estats Units.

## Clubs
| Club                       | País          | Any         |
| -------------------------- | ------------- | ----------- |
| Hibernian Ladies F.C. 1875 | Plantilla:ESC | 2006 - 2008 |
| Arsenal Ladies F.C.        | Anglaterra    | 2008-2014   |
| Seattle Reign FC           | Estats Units  | 2014-       |

## Gols
Dades actualitzades al 4 de setembre de 2014.
| Club                       | Partits    | Gols       |
| -------------------------- | ---------- | ---------- |
| Hibernian Ladies F.C. 1875 | Sense data | Sense data |
| Arsenal Ladies F.C.        | 93         | 81         |
| Seattle Reign FC           | 24         | 17         |

## Internacional
Little va debutar amb la selecció escocesa al febrer de 2007, en un amistós contra Japó.
A data de novembre de 2013 ha marcat 32 gols en 95 partits. Va marcar 2 gols en la repesca (contra Espanya) de la Eurocopa 2013, en la qual Escòcia va ser a punt de classificar-se per primera vegada per a un torneig.
També va jugar amb S.F.F. Regne Unit en els Jocs Olímpics de Londres 2012.

## Per a més informació
- Caudwell, Jayne (2011), Women's Football in the UK: Continuing with Gender Analyses, Routledge, ISBN 041556087X
- Grainey, Timothy (2012), Beyond Bend It Like Beckham: The Global Phenomenon of Women's Soccer, University of Nebraska Press, ISBN 0803240368
- Scraton, S., Magee, J., Caudwell, J. (2008), Women, Football and Europe: Histories, Equity and Experience (Ifi) (Vol 1), Meyer & Meyer Fachverlag und Buchhandel GmbH, ISBN 1841262250
- Stewart, Barbara (2012), Women's Soccer: The Passionate Game, Greystone Books, ISBN 1926812603
- Williams, Jean (2003), A Game for Rough Girls?: A History of Women's Football in Britain, Routledge, ISBN 0415263387